# Moufang-Ebene

Beziehung zwischen Typen projektiver Ebenen: moufangsch: der kleine Satz von Desargues wird vorausgesetzt,
desarguessch: der große Satz von Desargues,
pappussch: der Satz von Pappus

Der kleine affine Satz von Desargues besagt: Sind und Dreiecke, bei denen die „Zuordnungsgeraden“ parallel sind: dann folgt aus der Parallelität von zwei Paaren von Dreiecksseiten (z. B. und), dass auch das dritte Seitenpaar parallel ist (im Beispiel).

Moufang-Ebenen sind projektive Ebenen, in denen der kleine projektive Satz von Desargues allgemeingültig ist. Sie sind nach der deutschen Mathematikerin Ruth Moufang benannt, die diese Ebenen in den 1930er Jahren untersuchte. Sie konnte zeigen, dass jede Moufang-Ebene isomorph zu einer projektiven Ebene über einem Alternativkörper ist. Da ein endlicher Alternativkörper schon ein Körper ist (s. u.), gilt: Alle endlichen Moufang-Ebenen sind pappussche Ebenen. (Man beachte: In einer desargueschen projektiven Ebene gilt der große Satz von Desargues. Eine solche Ebene ist über einem Schiefkörper koordinatisierbar und jeder Schiefkörper ist ein Alternativkörper, aber nicht umgekehrt.)
Moufang-Ebenen bilden die Klasse VII in der Klassifikation der projektiven Ebenen nach Hanfried Lenz.
Ist {\displaystyle A} ein Alternativkörper, dann kann {\displaystyle A^{3}} zu einer projektiven Ebene gemacht werden, indem man wie bei einem projektiven Raum über einem Körper die von einem Element {\displaystyle (a_{0},a_{1},a_{2})\in A^{3}\setminus \lbrace (0,0,0)\rbrace } erzeugten eindimensionalen Unterräume als Punkte und die zweidimensionalen Unterräume als Geraden verwendet. Man spricht dann auch von der projektiven Ebene über {\displaystyle A} und notiert sie als {\displaystyle \mathbb {P} ^{2}(A)}. Diese projektiven Koordinatenebenen sind stets Moufang-Ebenen. Genau dann, wenn die Multiplikation im Alternativkörper {\displaystyle A} das Assoziativgesetz erfüllt, ist {\displaystyle A} ein Schiefkörper und die Ebene {\displaystyle \mathbb {P} ^{2}(A)} eine desarguessche projektive Ebene. Man beachte aber, dass zu einem Alternativkörper {\displaystyle A}, der kein Schiefkörper ist, keiner der formal darstellbaren Koordinatenräume {\displaystyle \mathbb {P} ^{n}(A)=A^{n+1}\;} für {\displaystyle n>2} eine projektive Geometrie bildet, vergleiche dazu Axiom von Veblen-Young!
Jede Moufang-Ebene ist isomorph zu einer projektiven Koordinatenebene {\displaystyle \mathbb {P} ^{2}(A)} über einem Alternativkörper {\displaystyle A}, der durch die Ebene bis auf Isomorphie eindeutig bestimmt ist.
Mit einem Satz von Artin und Zorn, der besagt, dass jeder endliche Alternativkörper ein Körper ist, folgt daraus, dass jede endliche Moufang-Ebene tatsächlich eine projektive Ebene {\displaystyle \mathbb {P} ^{2}(\mathbb {F} _{q})} über einem endlichen Körper ist.
Äquivalente Beschreibungen für den Begriff „Moufang-Ebene“: Eine projektive Ebene ist genau dann eine Moufang-Ebene, wenn
- jede durch Schlitzen (affine Beschränkung bezügl. einer Gerade als Ferngerade) aus ihr entstehende affine Ebene eine affine Translationsebene ist,
- alle Ternärkörper, die man der Ebene als Koordinatenbereich durch Wahl eines projektiven Koordinatensystems, also durch Wahl eines vollständigen Vierecks als Punktbasis zuordnen kann, isomorph sind,
- einer der Koordinatenternärkörper ein Alternativkörper ist,
- für jede Gerade der Ebene die Gruppe der Kollineationen, die die Gerade punktweise festlassen, transitiv auf der Menge der Punkte, die nicht auf der Geraden liegen, operiert,
- die Gruppe der Kollineationen transitiv auf der Menge der vollständigen Vierecke (aufgefasst als geordnete Menge der vier Ecken) operiert.

Bei einer Moufang-Ebene sind die genannten affinen Translationsebenen alle zueinander isomorph (als Inzidenzstrukturen), ihre Koordinatenternärkörper sind stets Quasikörper und sogar Alternativkörper, die ebenfalls zueinander isomorph sind.
Die reellen Oktonionen {\displaystyle \mathbb {O} } sind ein Beispiel für einen Alternativkörper, der kein Schiefkörper ist, die projektive Ebene {\displaystyle \mathbb {P} ^{2}(\mathbb {O} )} das wichtigste Beispiel für eine nichtdesarguesche Moufang-Ebene.